# 山本忍 (小惑星)
山本忍（やまもとしのぶ、5687 Yamamotoshinobu）は、小惑星帯にある小惑星である。
山梨県の八ヶ岳南麓天文台で串田嘉男と村松修が発見した。
天文博物館五島プラネタリウムの館長を務めた、山本忍に因んで命名された。